# Erditse
Erditse was in de Baskische mythologie een moedergodin die op het Iberisch Schiereiland door de proto-Basken (de Vascones), voorouders van de Basken en verwante volken werd vereerd. Er is slechts heel weinig over haar bekend. In het noordwesten van Spanje zijn echter votiefaltaren opgegraven met inscripties aan haar gewijd.
Erge in het Baskisch zou een negatieve geest aanduiden, waardoor het leven van een man in gevaar zou zijn.
De Basken vereerden volgens sommige bronnen ook een moedergodin die als Benzozia bekendstond. Het is niet duidelijk of dit geen andere, latere naam of epitheton voor Erditse of mogelijk nog een andere godheid zoals Mari zelf was.

## Noot
1. ↑  Baskisch[dode link] vergelijk "ergi"